# Communauté de communes La Septaine
La Communauté de communes de La Septaine est une communauté de communes française, située dans le département du Cher.

## Histoire
- 1er janvier 2019 : fusion des communes de Baugy, Laverdines et Saligny-le-Vif pour former la commune nouvelle de Baugy
- 1er janvier 2012 : adhésion des communes de Etrechy et Chaumoux-Marcilly
- 1er janvier 2011 : adhésion de la commune de Laverdines
- 1er janvier 2010 : fusion avec la communauté de communes de la Champagne balgycienne : adhésion des communes de Baugy, Gron, Saligny-le-Vif, Villequiers et Villabon
- 22 décembre 2006 : modifications et extension de compétences
- 29 mars 2006 : extension de compétence (SPANC)
- 30 décembre 2003 : extension de compétence (ordures ménagères)
- 1er janvier 2002 : adhésion des communes de Soye-en-Septaine et Vornay
- 1er janvier 2001 : adhésion de la commune de Savigny-en-Septaine
- 2 avril 2001 : modification du bureau
- 20 décembre 1999 : création du bureau
- 15 décembre 1999 : création de la communauté de communes

## Territoire communautaire

### Géographie physique
Située dans le centre du département du Cher, la communauté de communes La Septaine regroupe 15 communes et présente une superficie de 391,5 km2.

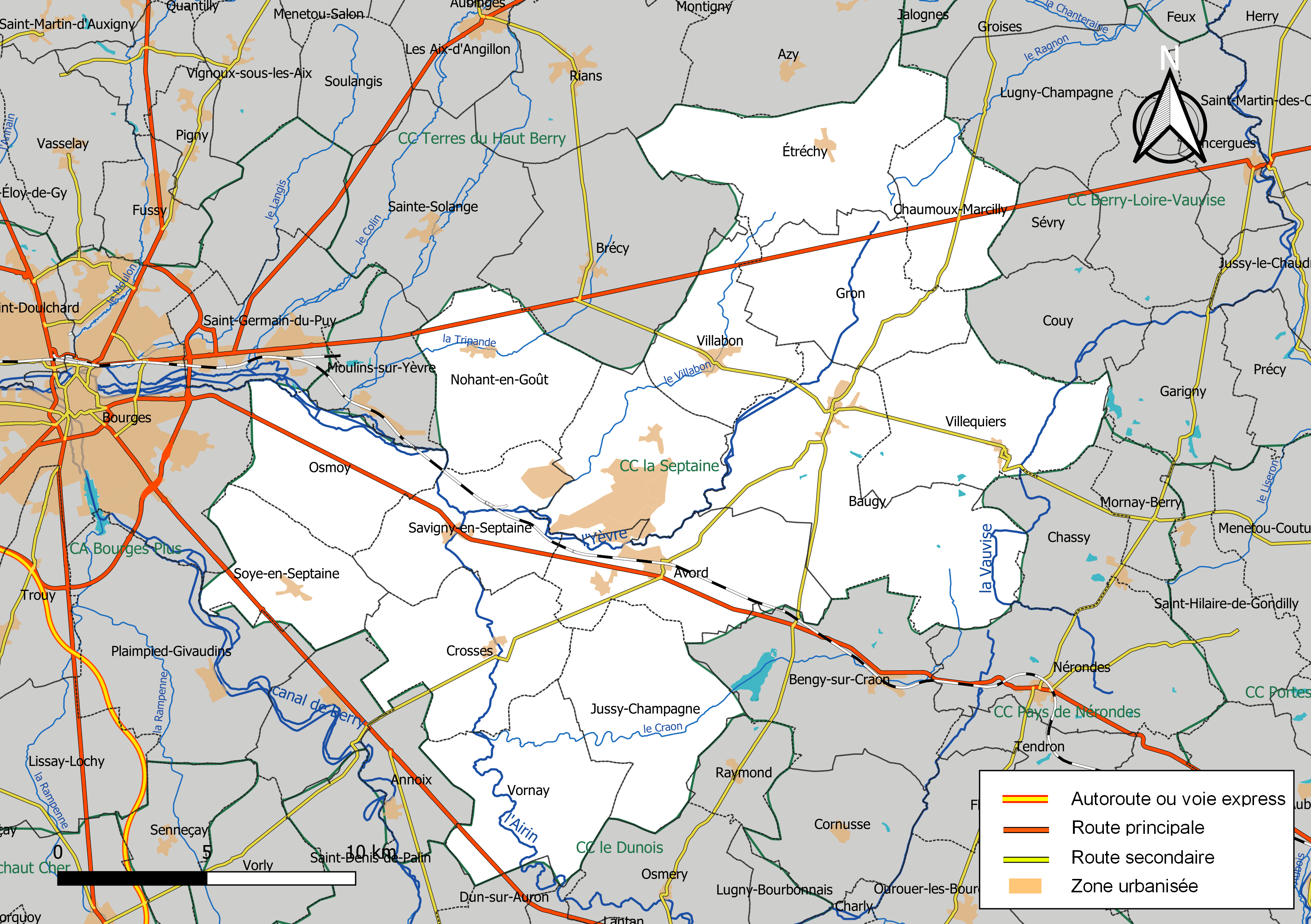
Carte de la communauté de communes La Septaine au 1er janvier 2019.

### Composition

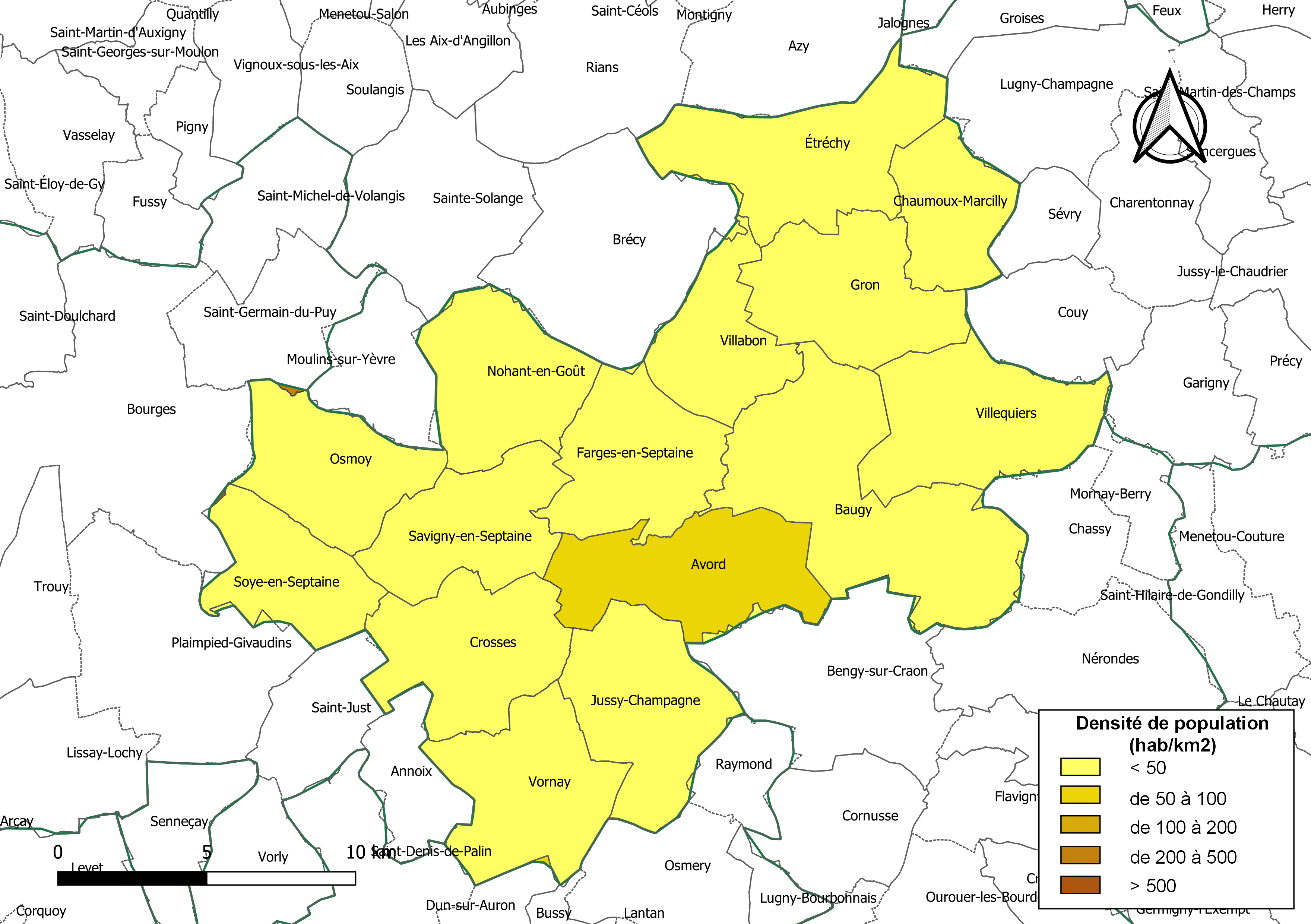
Carte des densités de population (millésimée 2016) des communes de la communauté de communes La Septaine. Composition en communes au 1er janvier 2019.

La communauté de communes est composée des 15 communes suivantes :

| Nom                 | Code Insee | Gentilé          | Superficie (km2) | Population (dernière pop. légale) | Densité (hab./km2) |
| ------------------- | ---------- | ---------------- | ---------------- | --------------------------------- | ------------------ |
| Avord (siège)       | 18018      | Avarais          | 27,98            | 2 908 (2022)                      | 104                |
| Baugy               | 18023      | Belgéaciens      | 47,78            | 1 610 (2022)                      | 34                 |
| Chaumoux-Marcilly   | 18061      | Chaumousiens     | 16,72            | 84 (2022)                         | 5                  |
| Crosses             | 18081      | Crossois         | 26,49            | 385 (2022)                        | 15                 |
| Étréchy             | 18090      | Strépiniacois    | 31,88            | 410 (2022)                        | 13                 |
| Farges-en-Septaine  | 18092      |                  | 24,48            | 1 014 (2022)                      | 41                 |
| Gron                | 18105      | Gronois          | 26,22            | 469 (2022)                        | 18                 |
| Jussy-Champagne     | 18119      | Jussy-Champenois | 27,3             | 206 (2022)                        | 7,5                |
| Nohant-en-Goût      | 18166      |                  | 24,79            | 551 (2022)                        | 22                 |
| Osmoy               | 18174      | Osmoyens         | 22,63            | 271 (2022)                        | 12                 |
| Savigny-en-Septaine | 18247      | Saviniens        | 22,58            | 710 (2022)                        | 31                 |
| Soye-en-Septaine    | 18254      | Soyens           | 18,57            | 582 (2022)                        | 31                 |
| Villabon            | 18282      | Villabonnais     | 18,28            | 563 (2022)                        | 31                 |
| Villequiers         | 18286      | Villequerois     | 29,49            | 445 (2022)                        | 15                 |
| Vornay              | 18289      | Vornaysiens      | 26,35            | 586 (2022)                        | 22                 |

## Administration

### Tendances politiques
| Commune             | Maire                | Étiquette | Étiquette |
| ------------------- | -------------------- | --------- | --------- |
| Avord               | Alain Blanchard      |           | SE        |
| Baugy               | Pierre Grosjean      |           | SE        |
| Chaumoux-Marcilly   | Dominique Loradoux   |           | SE        |
| Crosses             | Isabelle Surgent     |           | SE        |
| Étréchy             | Jean-Pierre Chassiot |           | SE        |
| Farges-en-Septaine  | Alain Jaubert        |           | SE        |
| Gron                | Jean Moinet          |           | SE        |
| Jussy-Champagne     | Bénédicte Ducateau   |           | SE        |
| Nohant-en-Goût      | Joanny Allegaert     |           | SE        |
| Osmoy               | Éric Charoy          |           | SE        |
| Savigny-en-Septaine | Gérard Carlier       |           | SE        |
| Soye-en-Septaine    | Michel Tibayrenc     |           | SE        |
| Villabon            | Philippe Frérard     |           | DVG       |
| Villequiers         | Pascal Méreau        |           | PS        |
| Vornay              | Olivier Dubois       |           | SE        |

### Liste des présidents
| Période       | Période      | Identité                | Étiquette         | Qualité                                 |
| ------------- | ------------ | ----------------------- | ----------------- | --------------------------------------- |
| décembre 1999 | juillet 2020 | Pierre-Étienne Goffinet | RPR puis UMP → LR | Maire d'Avord (1995 → 2020)             |
| juillet 2020  | En cours     | Sophie Gogué            |                   | 1re adjointe au maire d'Avord (2020 → ) |

### Compétences
- Aménagement de l'espace - Schéma de secteur (à titre obligatoire)
- Développement et aménagement économique
  - Action de développement économique (Soutien des activités industrielles, commerciales ou de l'emploi, soutien des activités agricoles et forestières...) (à titre obligatoire)
  - Création, aménagement, entretien et gestion de zone d'activités industrielle, commerciale, tertiaire, artisanale ou touristique (à titre obligatoire)
- Développement et aménagement social et culturel
  - Activités péri-scolaires (à titre facultatif)
  - Construction ou aménagement, entretien, gestion d'équipements ou d'établissements culturels, socioculturels, socioéducatifs, sportifs (à titre optionnel)
  - Établissements scolaires (à titre optionnel)
- Énergie - Production, distribution d'énergie (à titre facultatif)
- Environnement
  - Assainissement non collectif (à titre facultatif)
  - Collecte des déchets des ménages et déchets assimilés (à titre optionnel)
  - Traitement des déchets des ménages et déchets assimilés (à titre optionnel)
- Logement et habitat
  - Action en faveur du logement des personnes défavorisées par des opérations d'intérêt communautaire (à titre optionnel)
  - Action et aide financière en faveur du logement social d'intérêt communautaire (à titre facultatif)
- Sanitaires et social - Action sociale (à titre facultatif)
- Voirie - Création, aménagement, entretien de la voirie (à titre optionnel)

## Sources
- Le splaf - (Site sur la Population et les Limites Administratives de la France)
- La base aspic - (Accès des Services Publics aux Informations sur les Collectivités)